# Citroën Eco 2000
El Citroën ECO 2000 fue un prototipo de vehículo de baja energía del fabricante de automóviles francés Citroën, desarrollado de 1981 a 1984.
El ECO 2000 fue apoyado al 50% por el programa estatal francés, cuyo objetivo era construir un coche que debería ser capaz de tener un consumo de dos litros a los 100 km. El objetivo era llevar a cabo una investigación sobre coches pequeños, ligeros y económicos para el próximo milenio. Se prepararon una serie de maquetas y fue probado en el túnel de viento. Para el coche se calculó un coeficiente aerodinámico de 0,22. 
Fueron construidos un total de 3 prototipos (SA 103, SA 109 y SA 117) que resultaron en la construcción de la versión definitiva (SL 10). Dicha versión tenía una suspensión hidroneumática con una altura de la carrocería variable según la velocidad. Pesaba 450 kg y era impulsado por un motor de 3 cilindros con 0,75 l de desplazamiento, que desarrollaba una potencia de 26 kW / 35 CV a 4750 RPM.
La velocidad máxima era de 140 km/h. El consumo total fue de 3,5 litros cada 100 km, y por lo tanto mayor que el uso planificado, pero a una velocidad constante de 90 km/h, el consumo bajaba a 2,1 l/100 km.
Esta idea de un vehículo de poco peso con un amplio interior y una buena aerodinámica, se aplicó en el desarrollo del proyecto del AX.